# Marabel
La 'Marabel' est une variété de pomme de terre de consommation, moyennement précoce, d'origine néerlandaise, créée par le semencier RJ Mansholt's Veredelingsbedrijf BV. et maintenue par la société allemande Kartoffelzucht Böhm (groupe Europlant). Elle est inscrite au catalogue officiel allemand depuis 1993 ainsi qu'aux catalogues hongrois, tchèque et slovaque.

## Caractéristiques
Les tubercules, de calibre moyen, ont une forme oblongue ovale régulière, aux yeux très superficiels, à chair jaune et à peau lisse de couleur jaune. le taux de matière sèche est moyen (18 %). La plante est résistante au virus A et au virus Y, ainsi qu'aux nématodes (pathotypes Ro 1/ Ro 4), moyennement sensible au mildiou du tubercule et au mildiou du feuillage et peu sensible à la gale commune.
Sur le plan culinaire, elle est classée dans le groupe A-B et appartient à la catégorie des pommes de terre à chair farineuse. Elle est parfaite pour réaliser des frites, de la purée, des potages ou bien encore des plats mijotés.